# Macrolepiota procera

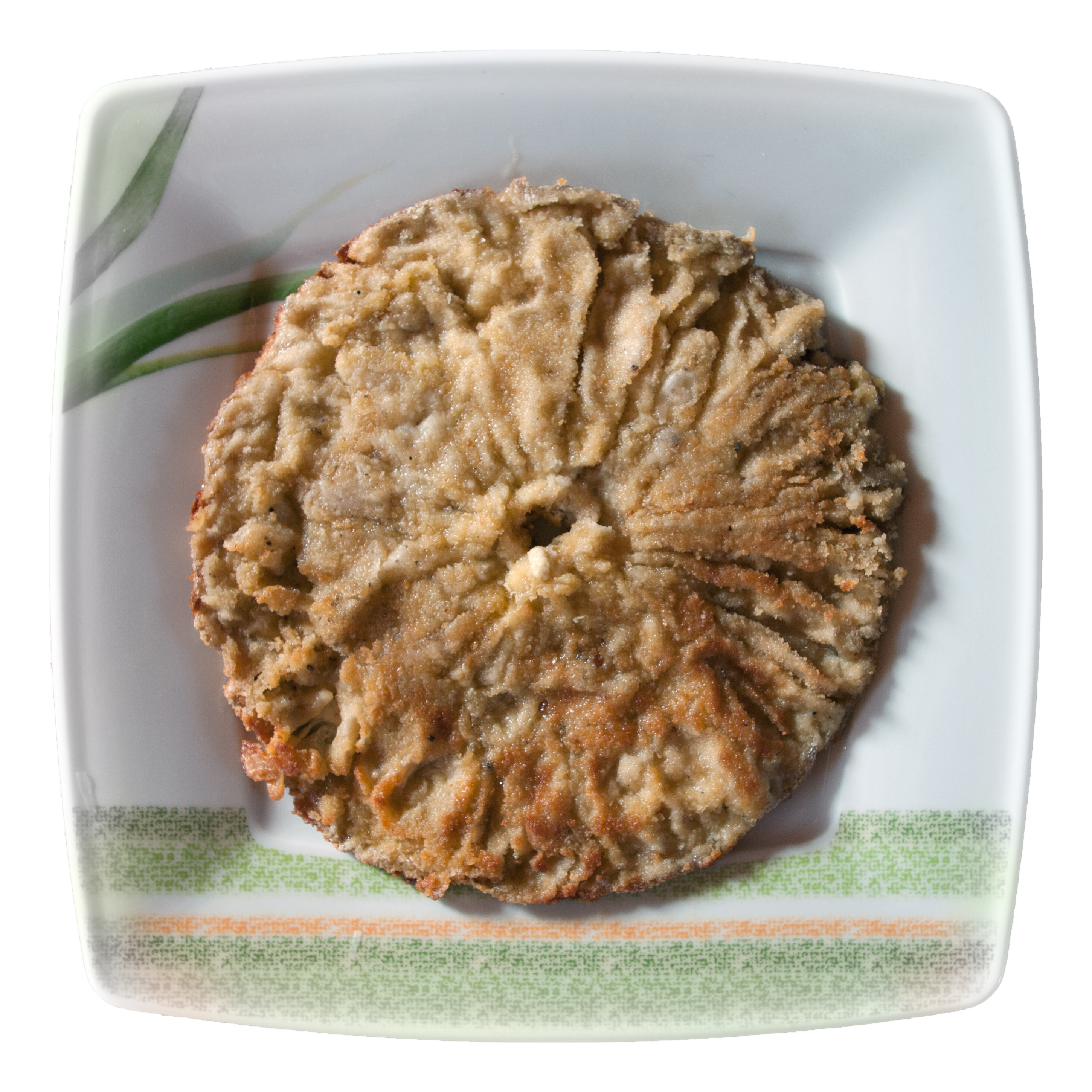
Macrolepiota procera empanada.

Macrolepiota procera, también conocido como apagador, cucurril,  parasol, matacandil o galamperna, es un hongo basidiomiceto del orden Agaricales.

## Descripción
Sombrero marrón pálido, cerrado de joven, que con el tiempo se abre, alcanzando un diámetro de hasta 30 cm. Presenta escamas aplanadas y oscuras, que irradian desde el centro, donde se sitúa un umbón oscuro. Láminas libres, blancas y apretadas. Pie largo con un anillo doble también cubierto de escamas, y que se separa fácilmente del sombrero.
Su sombrero puede llegar a medir 40 cm de ancho y su pie 20 cm. Presenta anillo movil y un mamelon.

## Hábitat y época
Fructifica de verano a finales de otoño en céspedes, prados, claros de bosques o junto a caminos.

## Comestibilidad
Comestible excelente, siendo una seta muy apreciada y rica. 
No obstante convendría no confundir esta seta con la Macrolepiota rhacodes que aparentemente en pocas cantidades no suele ser tóxica. A excepción, de las ya de más dudosa comestiblidad, Macrolepiota rhacodes var. bohemica, hortensis y derivadas, donde se puede apreciar un tono rojizo al corte en la primera, por ejemplo, aunque se las distingue por su menor altura.
También existen las Lepiota de aspecto similar como pero de mucho menor tamaño (<10 cm diámetro) que son perfectamente capaces de provocar la muerte del que las consuma.

## Variedades
- M. procera var. procera (Scop.) Singer 1948
- M. procera var. pseudo-olivascens Bellù & Lanzoni 1987[5][6]

## Galería

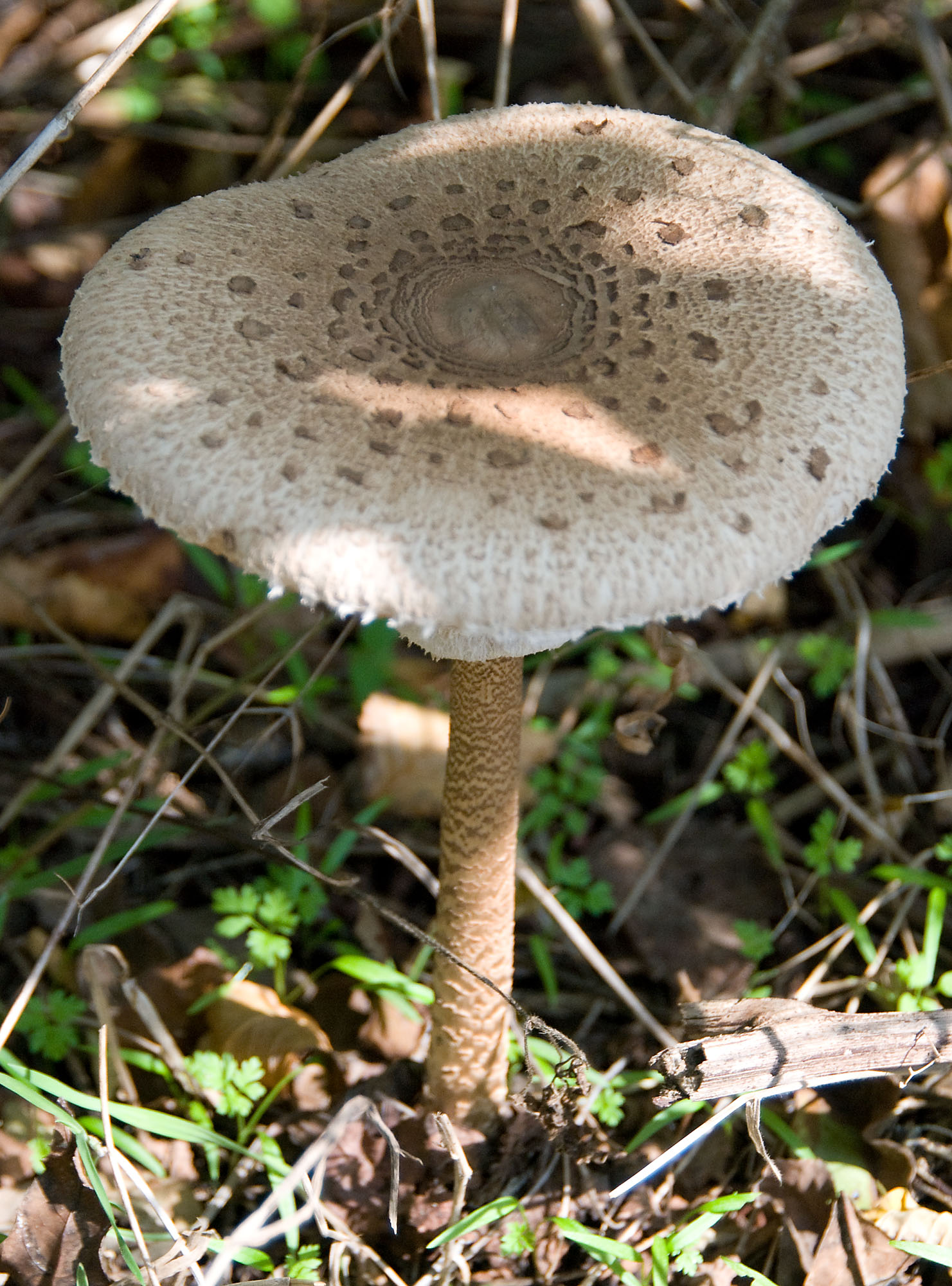
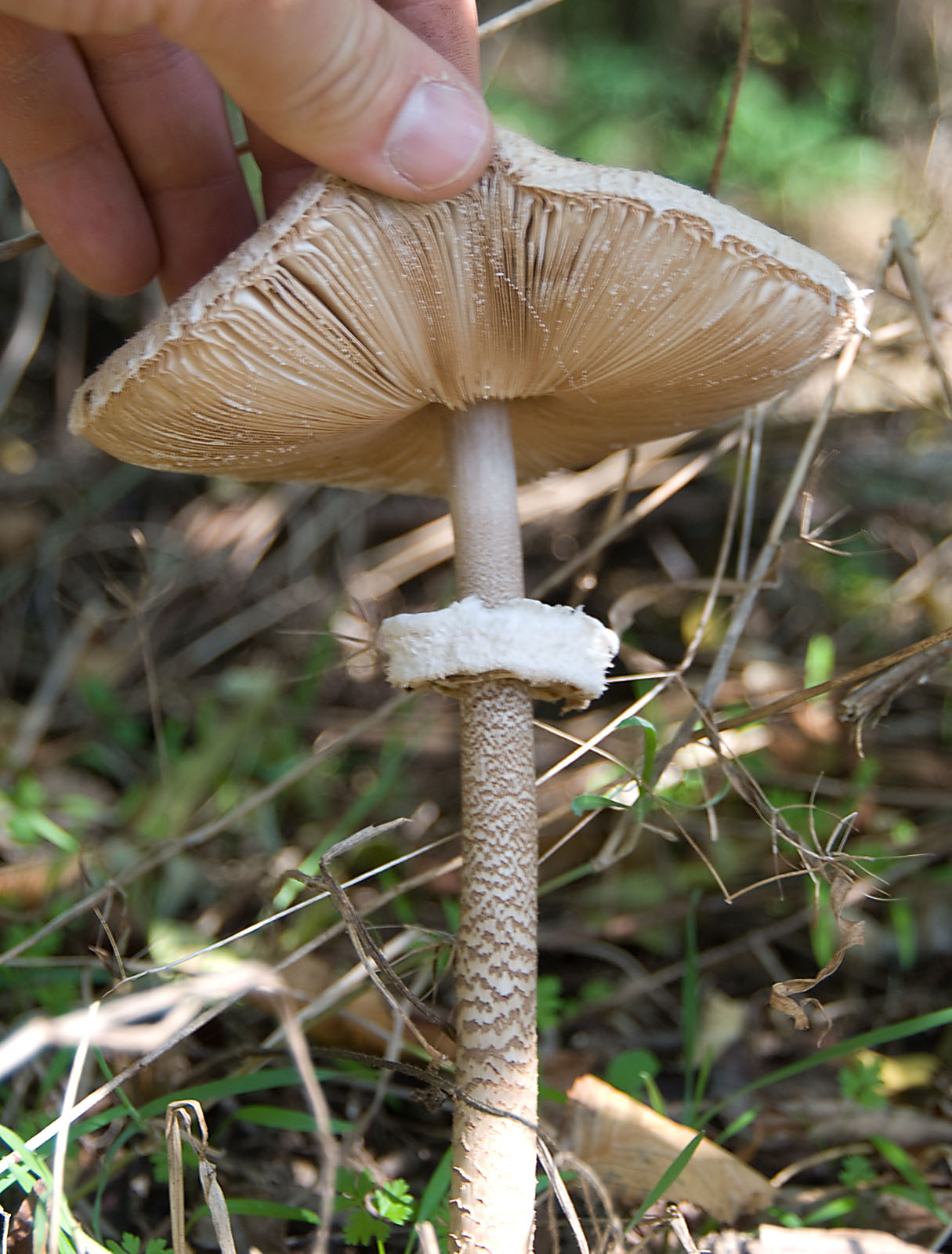
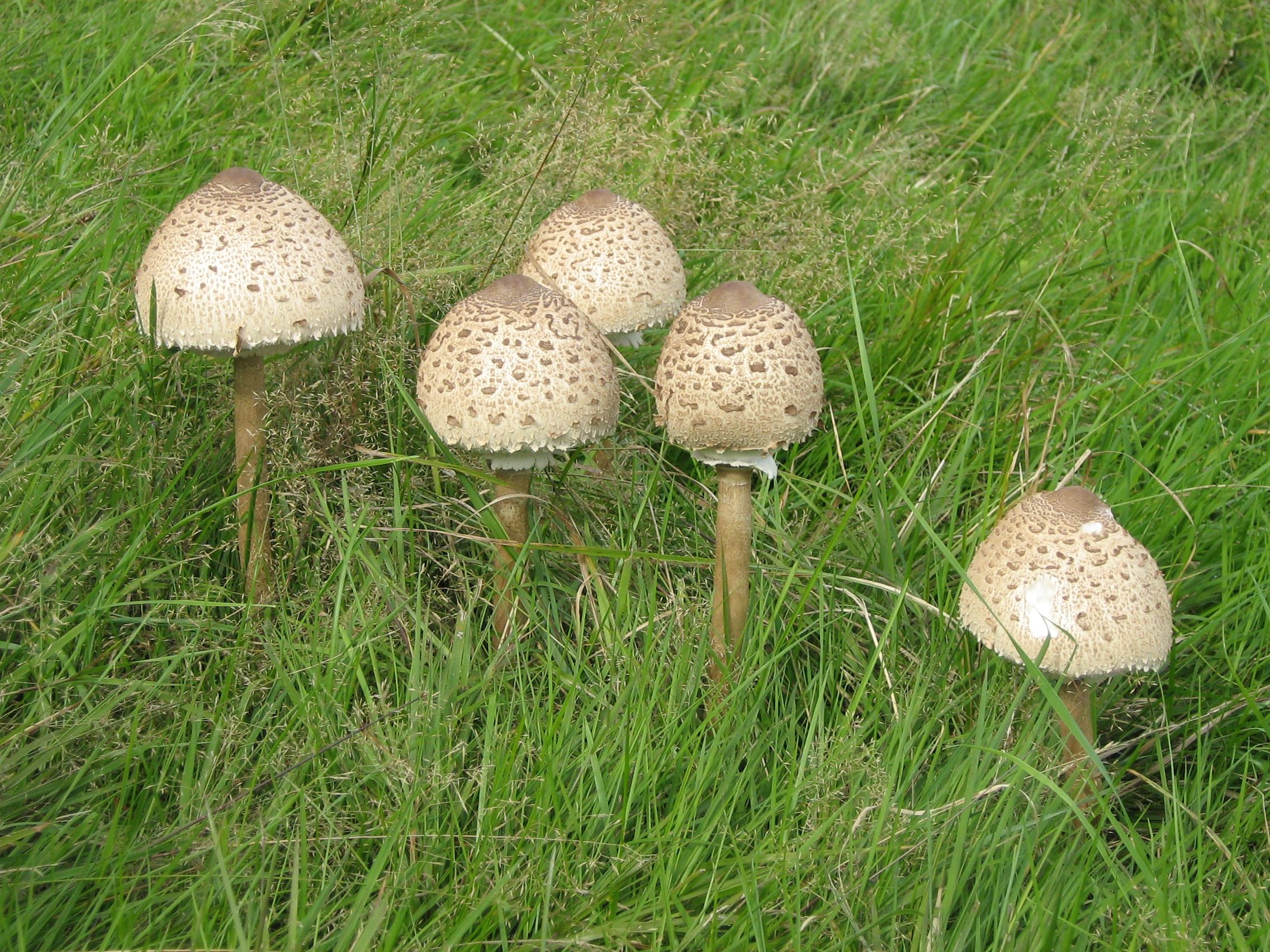
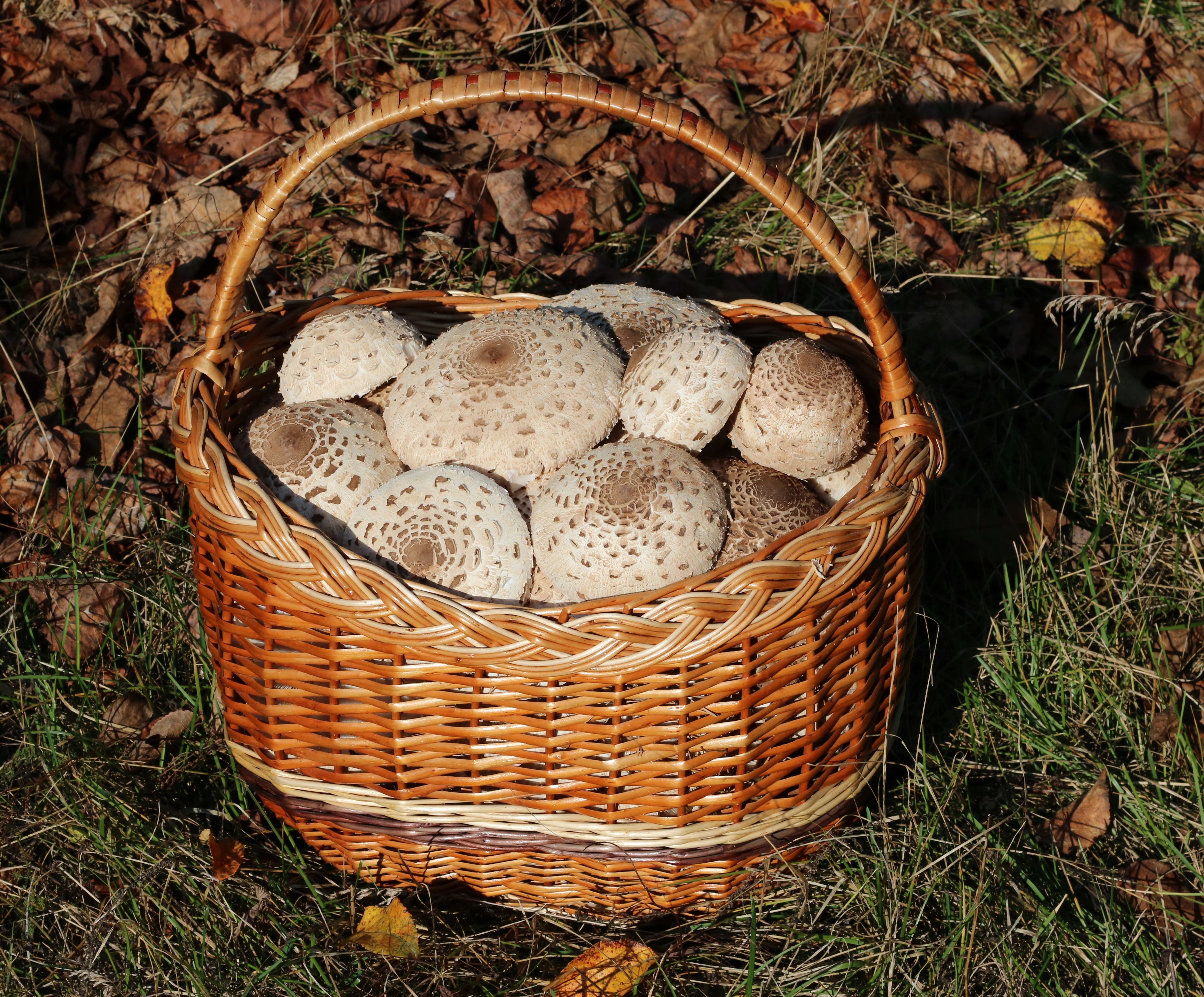
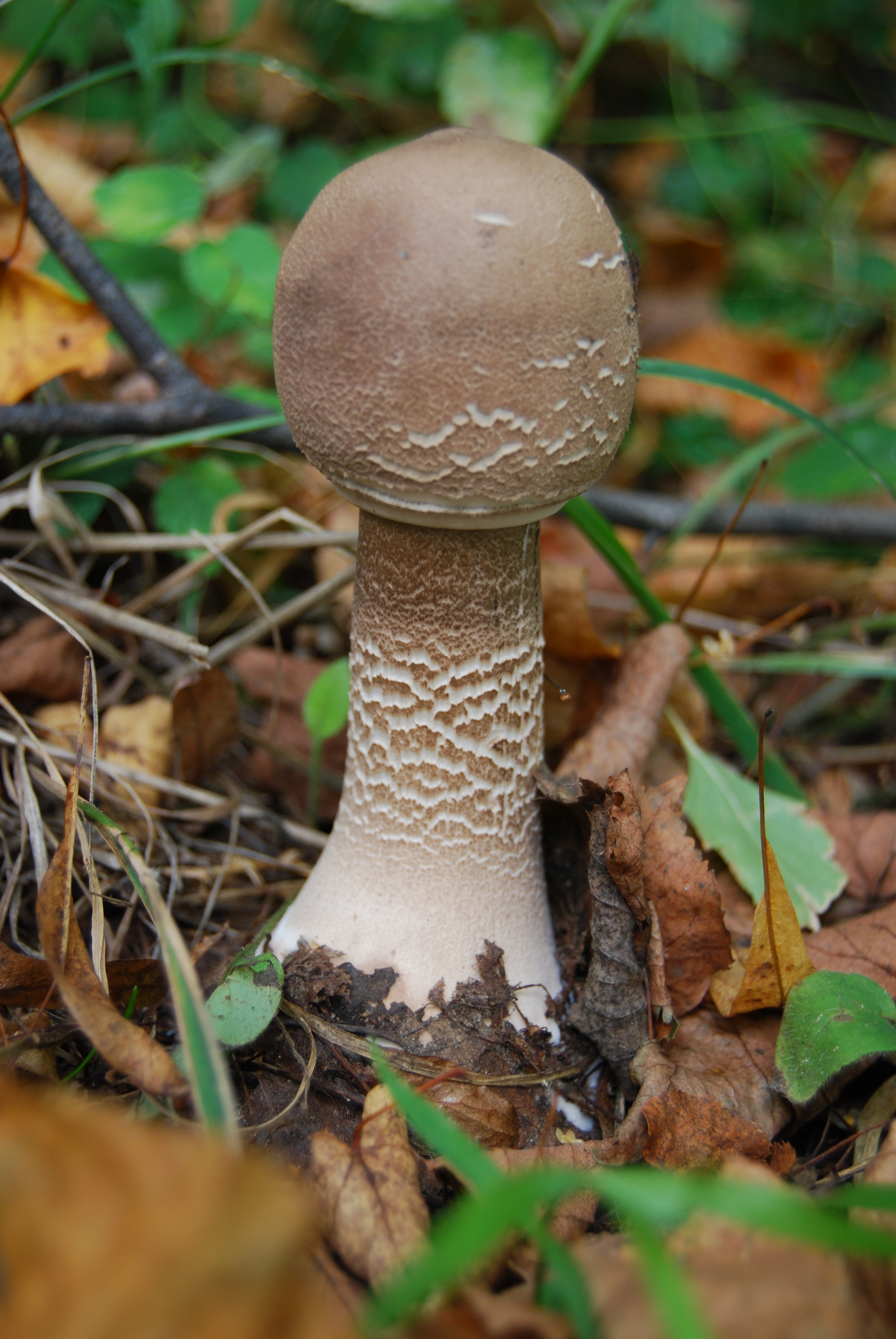
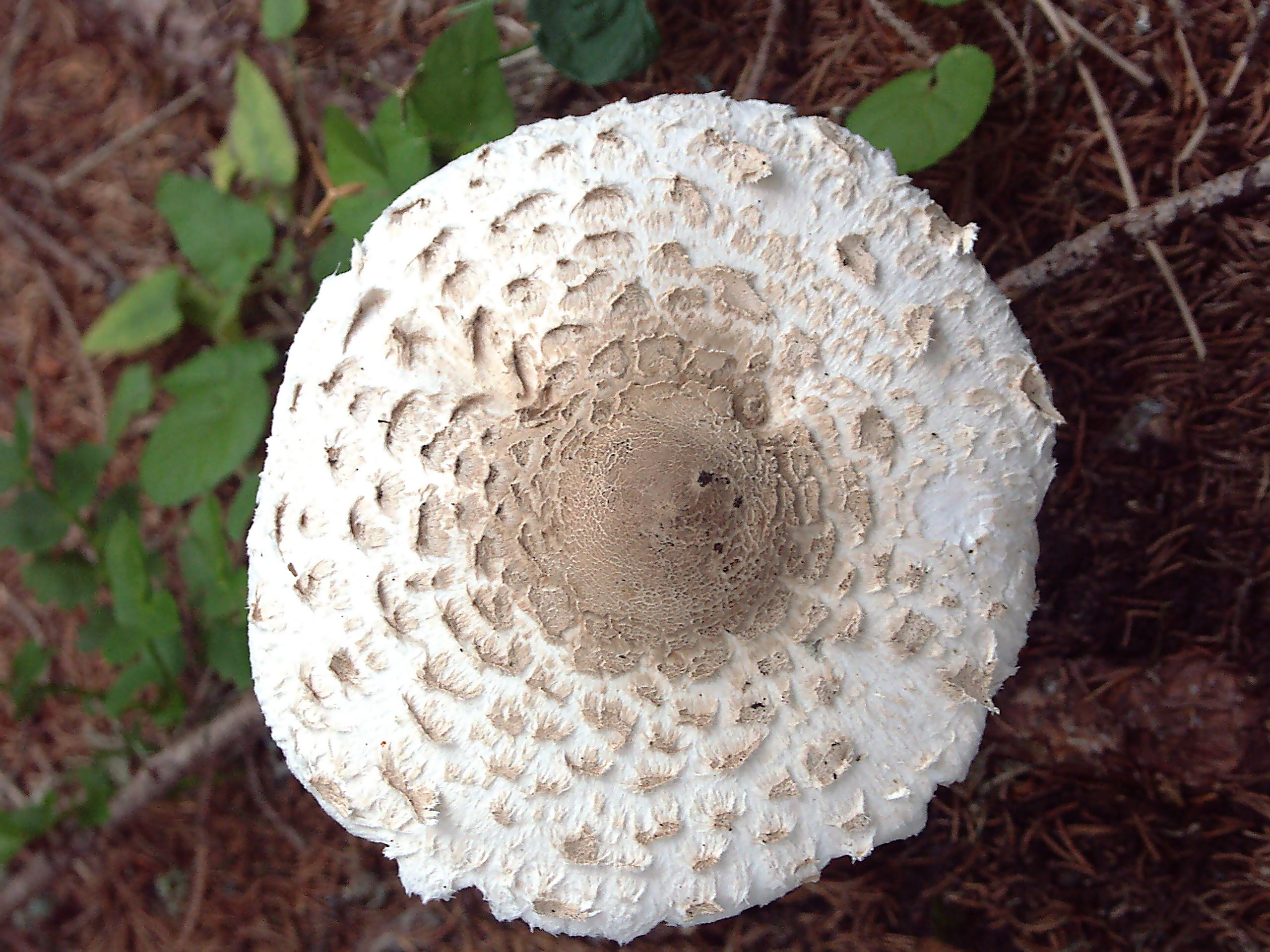
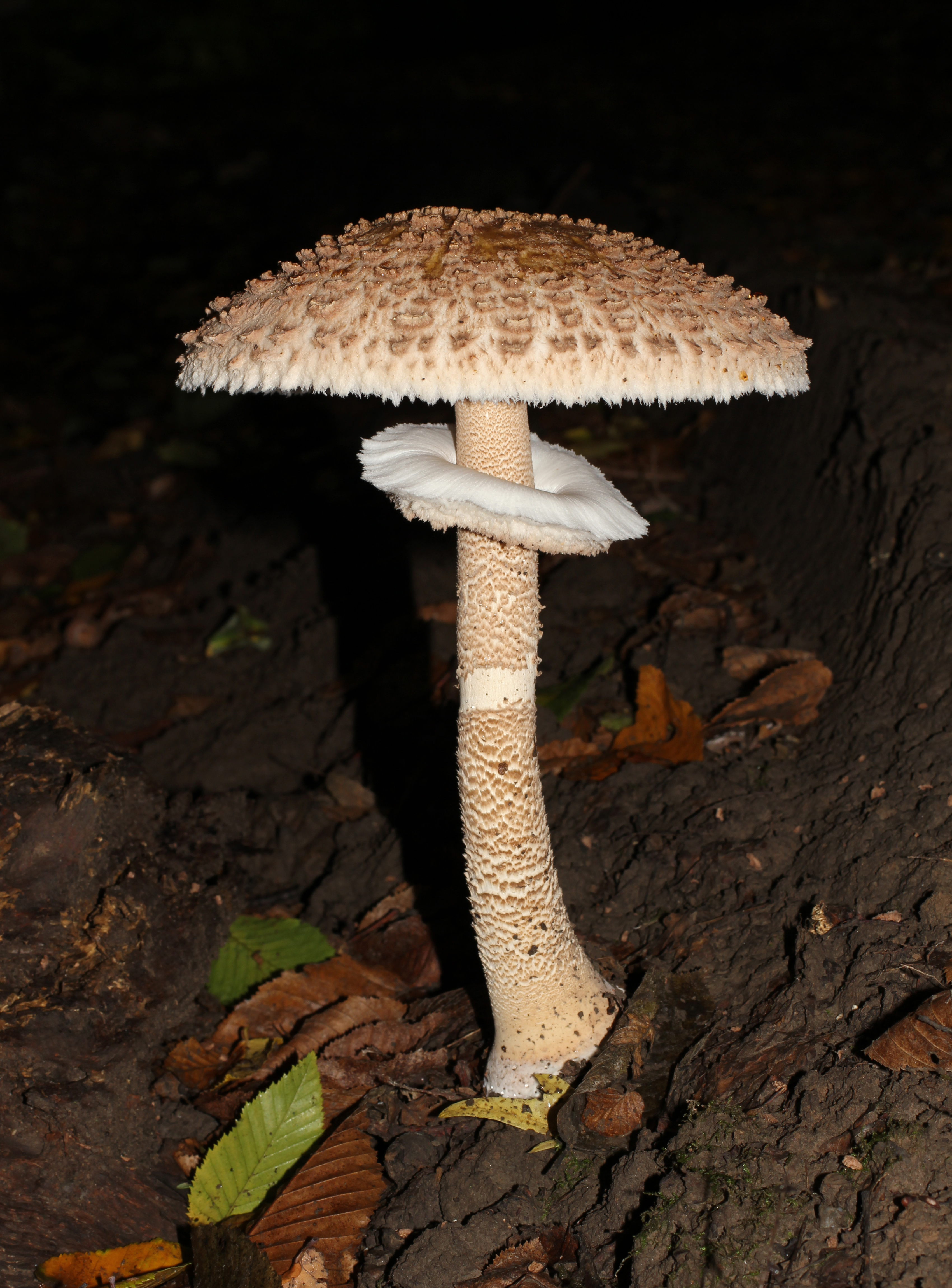